# Gunnar Lauritzen
Gunnar Kjeldgaard Lauritzen, född 11 november 1906 i Växjö församling i Kronobergs län, död 28 juli 1975 i Varbergs församling i Hallands län, var en svensk läkare och politiker.
Gunnar Lauritzen var son till medicinalrådet Einar Lauritzen och Frida Widén. Efter akademiska studier blev han medicine licentiat i Stockholm 1933 och medicine doktor vid Uppsala universitet 1950. Han hade olika läkarförordnanden 1933–1951. Lauritzen var knuten till Varbergs lasarett, där han blev tillförordnad lasarettsläkare 1951, var ordinarie lasarettsläkare 1952–1956, styresman från 1952 och överläkare vid sjukhusets kirurgiska klinik från 1956.
Han författade skrifter i kirurgi, socialmedicin och patologisk anatomi. Han var ledamot av stadsfullmäktige 1955–1960 och ordförande i Hallands läkarförening från 1965.
Lauritzen gifte sig 1937 med Inga Jansson (1914–2002), dotter till järnhandlaren Arthur Jansson och Julia Andersson. Makarna fick tre barn Monica, Jonas och Claes Lauritzen. Han är begravd på Sankt Jörgens kyrkogård i Varberg.